# Alley oop (Basketball)
Der Alley oop (eingedeutscht auch Alley-Hoop) ist ein Basketball-Bewegungsablauf, bei dem Spieler A den Ball Spieler B zuwirft, der diesen in der Luft in Korbnähe im Sprung auffängt und noch in gleicher Sprungphase im Korb ablegt oder per Dunking versenkt. Erzielt Spieler B einen Treffer, wird Spieler A ein Assist gutgeschrieben. Der Alley oop gilt als einer der spektakulärsten Spielzüge im Basketball. In seltenen Fällen kann auch ein Pass von Spieler A zu sich selbst ein Alley-Hoop sein. Dies geschieht, indem der Ball gegen das Brett oder den Ring geworfen wird, von wo er abprallt und vom Spieler im Sprung wieder aufgefangen und durch den Korb geworfen oder versenkt wird.
Der Begriff stammt vom französischen allez hop (los, spring). Über den Zirkus verbreitete sich dieser Ruf vor oder während Sprüngen von Akrobaten oder dressierten Tieren international.

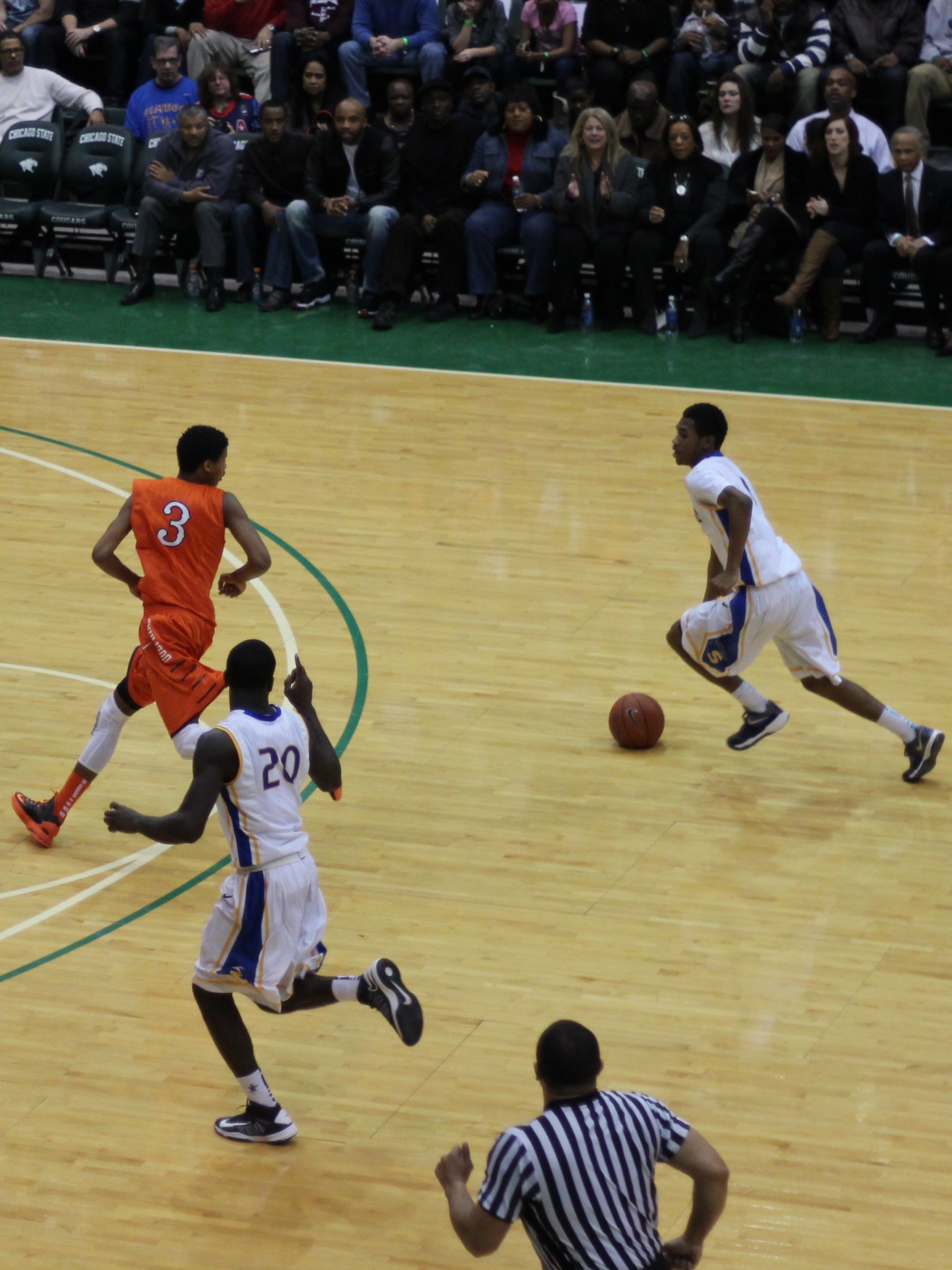
Der linke Spieler (#20) fordert einen Alley oop an, indem er den rechten Zeigefinger hebt.
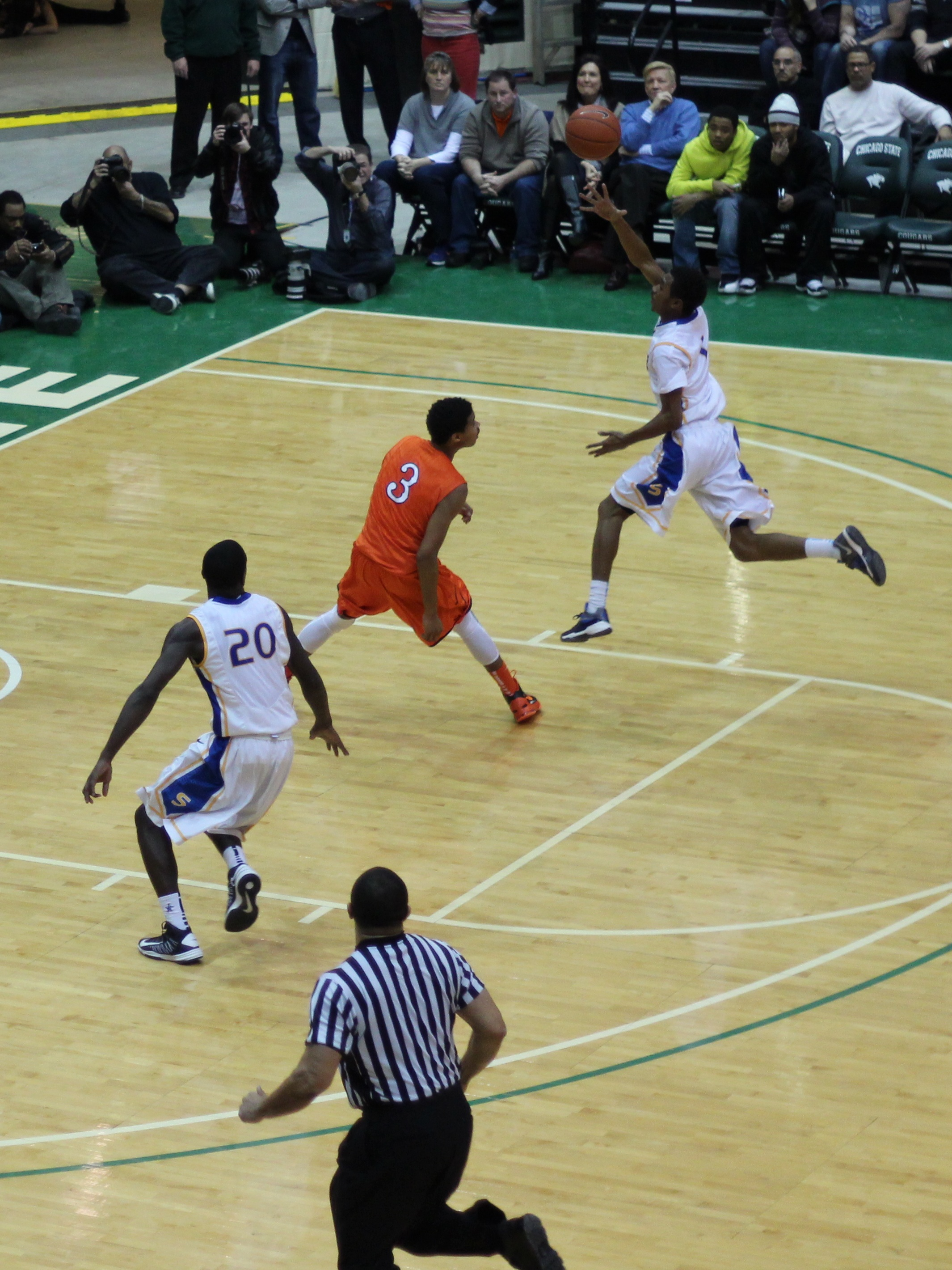
Der rechte Spieler (#1) passt den Ball.
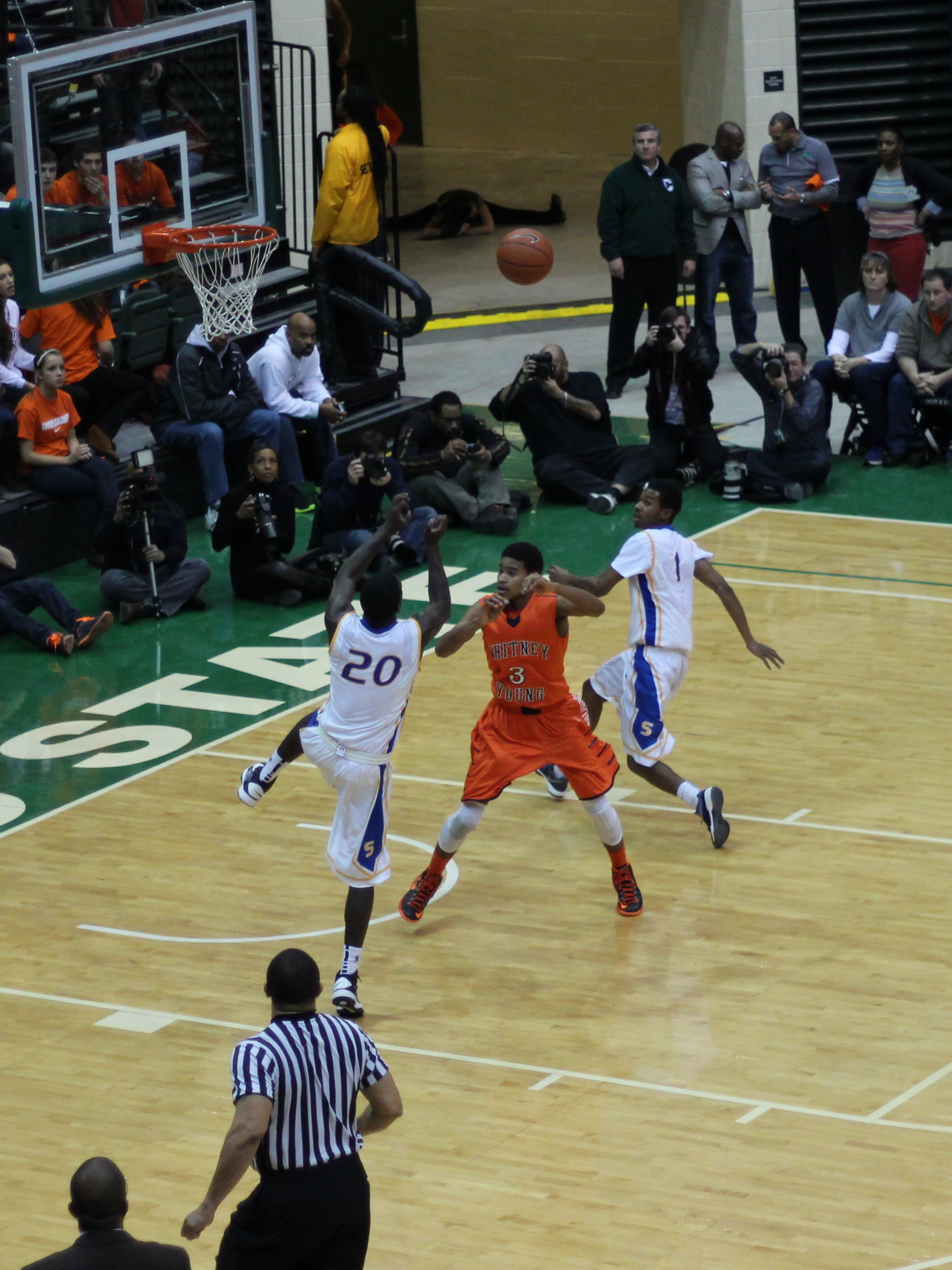
Der linke Spieler springt,
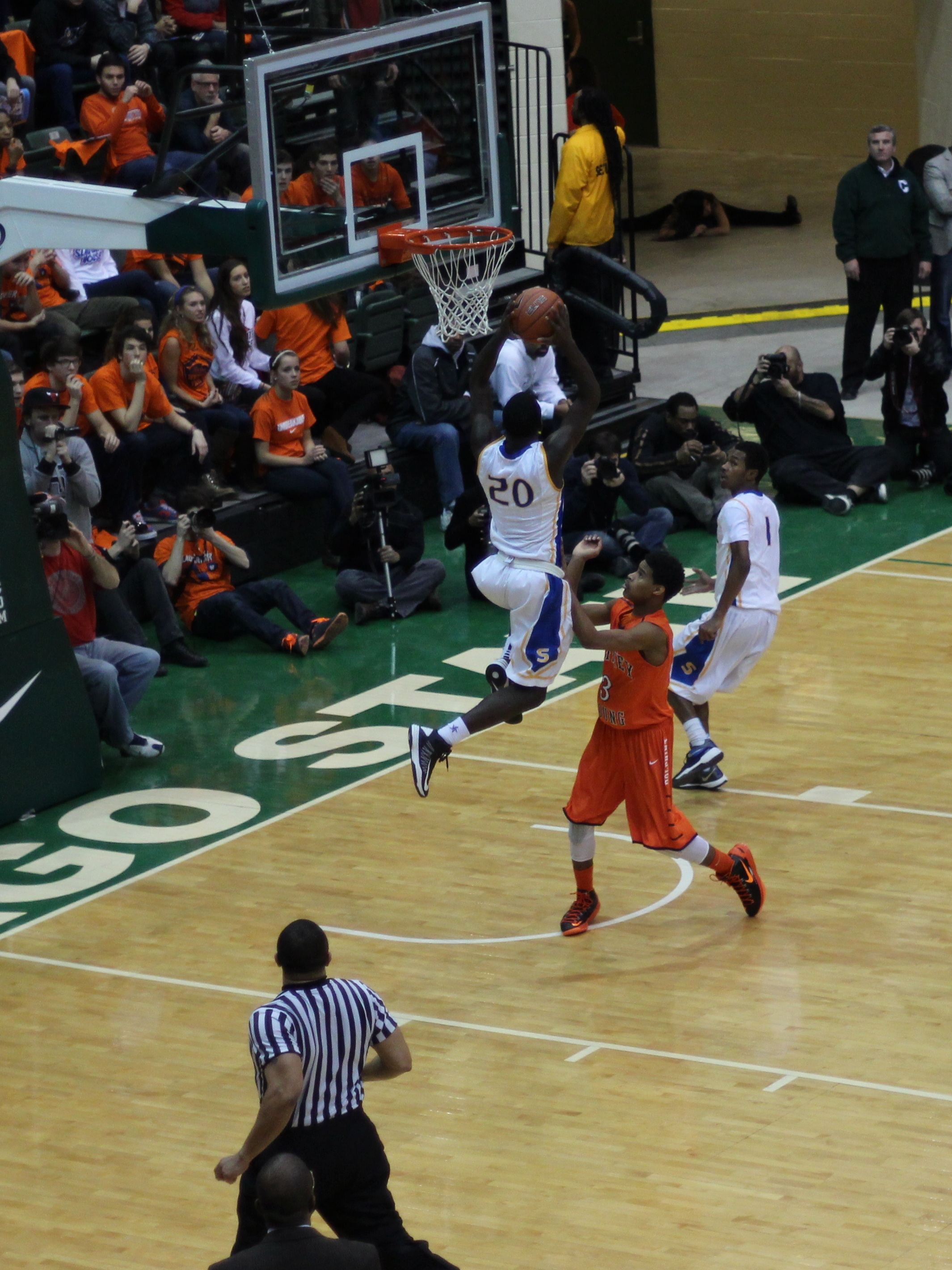
fängt den Ball,
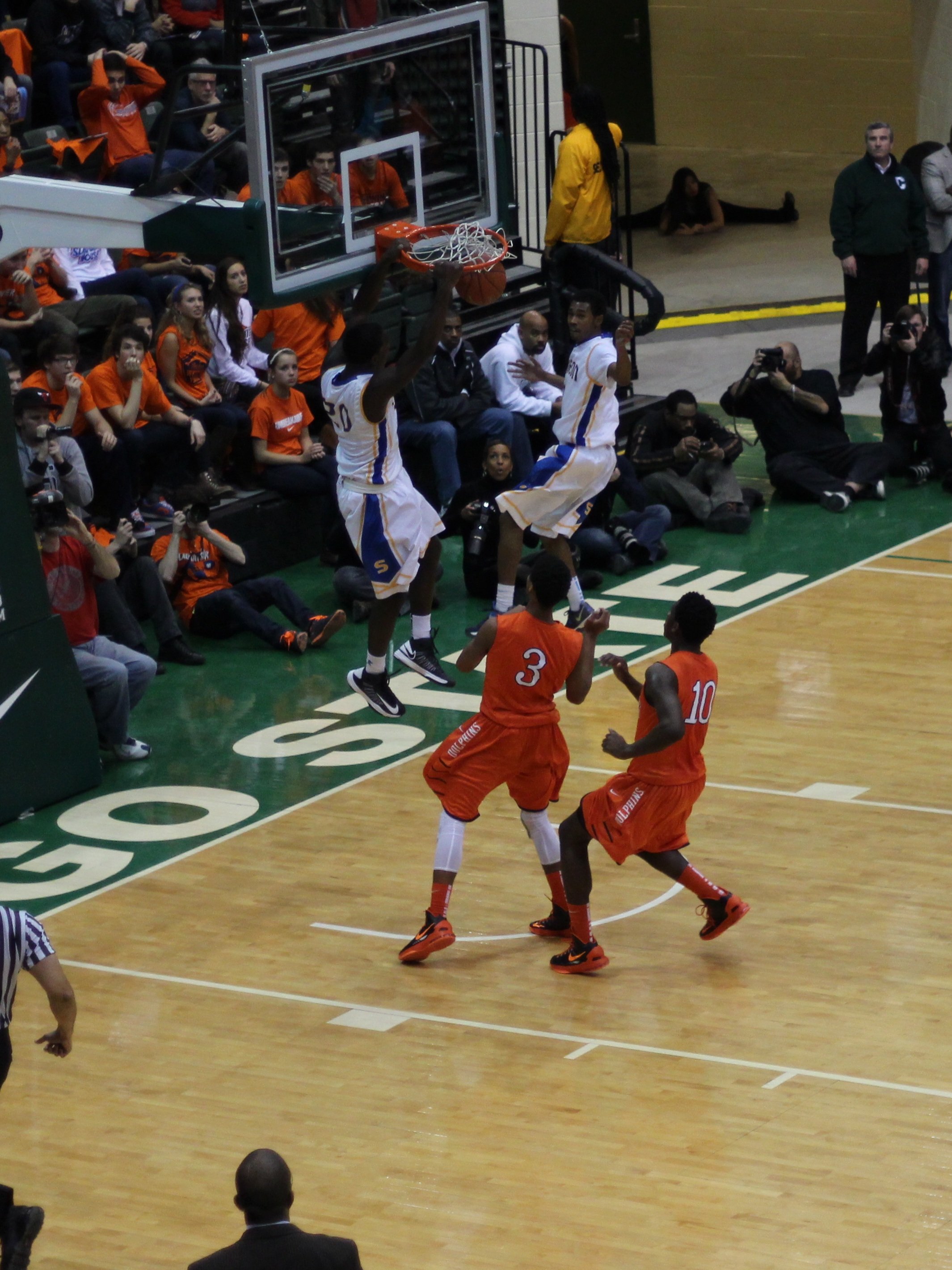
und beendet den Spielzug mit einem Dunking.

## Verwandte Themen
Das Pendant im Handball ist der Kempa-Trick.